# Commissario straordinario
Il commissario straordinario, nel diritto pubblico, è un organo straordinario dell'amministrazione. Nell'ordinamento giuridico italiano, è un ufficiale di governo nominato per far fronte a incarichi urgenti o straordinari tramite un accentramento o un aumento dei poteri e un'azione in deroga, per un tempo determinato.

## Storia
Gli incarichi di commissario straordinario vennero utilizzati per la prima volta durante il governo provvisorio temporaneo istituito nei territori conquistati all'Impero austriaco. Queste figure, conosciute come "commissario regio" avevano il compito di trasportare l'organizzazione politica, amministrativa e giudiziaria dal vecchio ordinamento austriaco al nuovo del Regno d'Italia. La nomina della figura aspettava a Vittorio Emanuele II.
Durante il ventennio fascista questa figura di nomina governativa o prefettizia fu utilizzata in varie occasioni. Un esempio è quello della nomina di Renzo Ravenna come commissario straordinario a capo del Comune di Ferrara il 26 ottobre 1926.
In tempi più recenti, con la legge 23 agosto 1988, n. 400, si fissarono le sue attribuzioni. In particolare si precisò: "al fine di realizzare specifici obiettivi deliberati dal Parlamento o dal Consiglio dei ministri, o per particolari e temporanee esigenze di coordinamento tra amministrazioni statali, può procedersi alla nomina di commissari straordinari del Governo".
Nel 1997 Paolo Costa, ministro dei lavori pubblici, decide, al fine di risolvere la situazione dei cantieri bloccati, di nominare un commissario per ogni cantiere, per un totale di 152 commissari. A tal proposito, nel 2001 la corte dei conti scriveva: “Proprio la soluzione del commissariamento e i relativi criteri di retribuzione dei commissari potrebbero avere indirettamente favorito il protrarsi di fattispecie sostanzialmente prive di sbocchi”. Ossia, visto che venivano pagati proprio a causa del blocco dei cantieri, i commissari erano incentivati a mantenere la situazione esistente.

## Caratteristiche
L'incarico è ricoperto da un dirigente della pubblica amministrazione italiana, ma talvolta anche una figura politica, o addirittura lo stesso organo che ordinariamente dovrebbe esercitare poteri nella materia in cui viene nominato in via straordinaria.
I commissari straordinari possono operare tramite procedure accelerate, e in deroga alla normativa vigente. Possono, ad esempio, assegnare senza bando di gara d'appalto, ma a propria discrezione, i lavori pubblici.
Il Sole 24 Ore stimò in 10.000 il numero totale dei commissari attivi nel 2009, molti dei quali nominati per far fronte a situazioni di emergenza. Secondo tale rapporto il loro numero preciso non sarebbe noto a nessuno, neanche alla Corte dei conti, che ne monitora i costi e i risultati.

## Il ruolo negli enti locali
Istituto da tenere distinto è il commissario straordinario per la gestione degli enti locali, denominato commissario prefettizio. Viene nominato a seguito dello scioglimento del consiglio comunale, con lo stesso decreto di scioglimento, adottato dal Presidente della Repubblica su proposta del Ministro dell'interno e deliberazione del Consiglio dei ministri, in esito ad una procedura avviata dal prefetto competente per territorio. Peraltro, iniziata la procedura ed in attesa del decreto di scioglimento, il prefetto, per motivi di grave e urgente necessità, può sospendere, per un periodo comunque non superiore a novanta giorni, il consiglio e nominare un commissario per la provvisoria amministrazione dell'ente. Tale commissario assomma in sé i poteri del Sindaco, della giunta e del Consiglio e può essere affiancato da uno o più sub-commissari, ma non ha poteri speciali oltre quelli spettanti alle predette figure.
I casi di scioglimento del consiglio sono disciplinati dall'art. 141 del D.Lgs. 267/2000.

### Il commissario straordinario nelle Regioni autonome
Nelle cinque regioni autonome a statuto speciale quando viene sciolto un ente locale viene invece nominato un "Commissario straordinario" che assume i poteri di giunta e consiglio, in quanto il decreto è firmato dal Presidente della Regione, su istruttoria dell'assessore alle Autonomie locali. Di solito viene scelto per l'incarico un funzionario dell'Amministrazione regionale, anche in quiescenza. Possono esserci anche commissari straordinari per solo il vertice dell'ente locale o anche solo per il consiglio.

### La commissione straordinaria per la gestione di enti locali sciolti per mafia
Una particolare ipotesi di scioglimento del consiglio (o degli organi di vertice di altri enti locali) è nella legge contro le infiltrazioni mafiose negli enti locali, prevista dagli articoli 143-146 del Testo unico degli enti locali, quando emergono concreti, univoci e rilevanti elementi su collegamenti diretti o indiretti degli amministratori locali con la criminalità organizzata di tipo mafioso o su forme di condizionamento degli amministratori stessi, che compromettono la libera determinazione degli organi elettivi e amministrativi e il buon andamento delle amministrazioni comunali e provinciali, nonché il regolare funzionamento dei servizi alle stesse affidati ovvero che risultano tali da arrecare grave e perdurante pregiudizio per lo stato della sicurezza pubblica.
In questo caso lo scioglimento è disposto con decreto del Presidente della Repubblica, su proposta del Ministro dell'interno, previa deliberazione del Consiglio dei ministri, e la gestione dell'ente è assicurata non da un commissario monocratico ma da una commissione straordinaria, composta da tre membri scelti fra funzionari pubblici e magistrati (di solito due provengono dalla Carriera prefettizia e uno dai dirigenti amministrativi dell'Amministrazione civile dell'Interno). La Commissione straordinaria dura in carica da un anno a diciotto mesi, prorogabili di ulteriori sei mesi fino a due anni in totale, e a seguire fino al primo turno elettorale utile.

## Nella sanità
Questo ruolo viene utilizzato anche nella guida della aziende sanitarie del Servizio sanitario regionale. La Regione infatti può nominare un commissario straordinario per sostituire il dirigente generale di un'azienda ospedaliera o sanitaria locale. Questa figura, a differenza dei DG, non ha limiti temporali definiti.

## Analisi
È stato osservato che la figura, istituzionalizzandosi e perdendo il carattere di straordinarietà, rischia di rendere permanente una gestione emergenziale della pubblica amministrazione. La loro indennità d'incarico prevede solitamente fino al 40-60% in più degli stipendi ordinari: l'esborso totale per lo Stato è calcolato in un miliardo di euro di compensi l'anno.
Il passaggio del potere dall'amministrazione ordinaria ai commissari causerebbe inoltre la perdita di due tipi di controllo sull'operato dell'amministrazione:
- il controllo democratico di assemblee elettive quali Parlamento e Consigli comunali
- il controllo giurisdizionale dei TAR e del Consiglio di Stato.

I Commissari straordinari sono comunque tenuti a rendere conto, a fine mandato, al Ministero dell'economia.
La loro nomina è statutoriamente temporanea. Ciò tuttavia risulta spesso aggirato tramite proroga o tramite limiti fittizi ("fino a fine intervento"). La mancanza di un termine all'azione dei commissari straordinari ha causato l'apertura di una procedura di infrazione da parte dell'Unione europea verso l'Italia, che ha portato al divieto di proroga. Non esiste limite al numero di incarichi di commissario straordinario cumulabili dalla stessa persona. Guido Bertolaso, il più noto dei Commissari straordinari italiani, è stato allo stesso tempo Commissario straordinario per le emergenze di: terremoto, vulcani nelle Eolie, rifiuti in Campania, aree marittime di Lampedusa, bonifica del relitto della Haven, rischio bionucleare, mondiali di ciclismo, presidenza del G8 del 2009. L'istituzionalizzazione dei commissari straordinari conduce alla creazione di una "amministrazione parallela", svincolata dai controlli che subisce la PA, ma che ne replica i difetti: "Le strutture commissariali, pur avendo centomila deroghe, operano sostanzialmente come delle normalissime pubbliche amministrazioni, con tutte le lentezze delle pubbliche amministrazioni" (Silvia Coscienza – ex subcommissario tutela corpi idrici della Regione Siciliana).
Secondo Sabino Cassese, noto giurista ed esperto di diritto amministrativo, "la loro diffusione straordinaria è semplicemente la dimostrazione della incapacità delle strutture pubbliche, e fondamentalmente della dirigenza politica, di rendersi conto che esiste un problema di efficienza della pubblica amministrazione. Bisogna risolvere questo problema dove c'è, non cercando delle strade laterali".

## Elenco commissari straordinari del governo
Al 24 luglio 2024, risultano i seguenti straordinari nominati per varie esigenze.

### Commissari di indirizzo politico
| Commissario | Commissario            | Finalità | Estremi nomina        |
| ----------- | ---------------------- | --- | --------------------- |
| 1           | Giuseppe Romano        | Presiedere il comitato di indirizzo della Zona economica speciale (ZES) nella Regione Calabria                                             | DPCM 1 agosto 2022    |
| 2           | Mauro Miccio           | Presiedere il comitato di indirizzo della ZES nella Regione Abruzzo                                                                        | DPCM 24 maggio 2021   |
| 3           | Giovanni Maria Macioce | Interventi di restauro e valorizzazione dell'ex carcere borbonico dell'isola di Santo Stefano a Ventotene                                  | DPR 26 settembre 2023 |
| 4           | Maria Luisa Pellizzari | Gestione del fenomeno delle persone scomparse                                                                                              | DPR 28 giugno 2023    |
| 5           | Guido Castelli         | Ricostruzione nei territori dei Comuni delle Regioni di Abruzzo, Lazio, Marche e Umbria interessati dall’evento sismico del 24 agosto 2016 | DPR 18 gennaio 2024   |
| 6           | Maria Grazia Nicolò    | Coordinamento delle iniziative antiracket ed antiusura                                                                                     |                       |
| 7           | Mauro Mazza            | Coordinamento delle attività connesse alla partecipazione dell'Italia come ospite d'onore alla Fiera del libro di Francoforte              | DPR 28 dicembre 2023  |

### Commissari di indirizzo tecnico-settoriale
| Commissario | Commissario               | Finalità | Estremi nomina         |
| ----------- | ------------------------- | --- | ---------------------- |
| 1           | Manuela Manenti           | Conseguimento degli obiettivi della Missione 4, Componente 1, del PNRR relativa alla realizzazione di nuovi posti letto destinati agli studenti universitari | DPCM 30 aprile 2024    |
| 2           | Paola Spena               | Realizzazione degli interventi di recupero, rifunzionalizzazione e valorizzazione dei beni confiscati alla criminalità organizzata | DPCM 2 maggio 2024     |
| 3           | Vito Felice Uricchio      | Interventi urgenti di bonifica, ambientalizzazione e riqualificazione dell'area di Taranto | DPCM 28 febbraio 2024  |
| 4           | Giovanni Toni             | Realizzazione ovvero per l’esercizio, anche a seguito di ricollocazione, delle opere e delle infrastrutture finalizzate all’incremento della capacità di rigassificazione nazionale mediante unità galleggianti di stoccaggio e rigassificazione da allacciare alla rete di trasporto esistente, nella regione Liguria | DPCM 22 giugno 2023    |
| 5           | Vincenzo Caputo           | Coordinamento e monitoraggio delle azioni e delle misure poste in essere per prevenire e contenere la diffusione della peste suina africana: | DPCM 28 marzo 2024     |
| 6           | Eugenio Giani             | Realizzazione delle opere e delle infrastrutture finalizzate all’incremento della capacità di rigassificazione nazionale mediante unità galleggianti di stoccaggio e rigassificazione nella Regione Toscana | DPCM 4 agosto 2022     |
| 7           | Maurizio Valiante         | Superamento delle situazioni di particolare degrado nell'area del comune di Manfredonia (FG) | DPCM 5 agosto 2022     |
| 8           | Aldo Cadau                | Presiedere il comitato di indirizzo della ZES nella Regione Sardegna | DPCM 7 luglio 2022     |
| 9           | Irene Priolo              | Realizzazione delle opere e delle infrastrutture finalizzate all’incremento della capacità di rigassificazione nazionale mediante unità galleggianti di stoccaggio e rigassificazione nella Regione Emilia-Romagna | DPCM 8 giugno 2022     |
| 10          | Manlio Guadagnuolo        | Presiedere il comitato di indirizzo della ZES adriatica interregionale Puglia - Molise | DPCM 26 aprile 2022    |
| 11          | Floriana Gallucci         | ZES ionica interregionale Puglia - Basilicata | DPCM 21 febbraio 2022  |
| 12          | Felice Colombrino         | Coordinamento delle iniziative di solidarietà per le vittime dei reati di tipo mafioso | DPR 14 febbraio 2022   |
| 13          | Marco Corsini             | Espletamento delle attività di programmazione, progettazione, affidamento ed esecuzione dei necessari interventi sulle Autostrade A24 e A25 | DPCM 24 marzo 2022     |
| 14          | Roberto Gualtieri         | Assicurare gli interventi funzionali alle celebrazioni del Giubileo della Chiesa cattolica per il 2025 nell'ambito del territorio di Roma Capitale | DPR 4 febbraio 2022    |
| 15          | Giovanni Legnini          | Interventi di riparazione, di ricostruzione, di assistenza alla popolazione e di ripresa economica nei territori dei comuni di Casamicciola Terme, Forio e Lacco Ameno dell'isola d'Ischia colpiti dall'evento sismico del 21 agosto 2017                                                                              | DPCM 4 gennaio 2024    |
| 16          | Carlo Amenta              | Presiedere il comitato di indirizzo della ZES nella Regione Sicilia occidentale | DPCM 25 novembre 2021  |
| 17          | Alessandro Di Graziano    | Presiedere il comitato di indirizzo della ZES nella Regione Sicilia orientale | DPCM 10 novembre 2021  |
| 18          | Giuseppe Romano           | Presiedere il comitato di indirizzo della ZES nella Regione Campania | DPCM 27 ottobre 2021   |
| 19          | Eugenio Giani             | Realizzazione interventi per finalità portuali e ambientali al porto di Piombino ai sensi dell’art.1, comma 2 del decreto-legge n. 43 del 2014 | DPCM 10 gennaio 2024   |
| 20          | Clara Vaccaro             | Superamento delle situazioni di particolare degrado nell'area del comune di San Ferdinando (RC) | DPCM 11 dicembre 2023  |
| 21          | Fulvio Maria Soccodato    | Ricostruzione del viadotto di Albiano sul fiume Magra | DPCM 11 novembre 2020  |
| 22          | Christian Solinas         | Bonifica ambientale e rigenerazione urbana dell'area di rilevante interesse nazionale dell'ex area militare denominata "Arsenale militare e area militare contigua Molo Carbone" situata nell'isola de La Maddalena | DPCM 4 settembre 2023  |
| 23          | Francesco Roberti         | Ricostruzione nei territori dei comuni nella provincia di Campobasso colpiti da una serie di eventi sismici a far data dal 16 agosto 2018 | DPCM 8 gennaio 2024    |
| 24          | Elisabetta Spitz          | Sovraintendere alle fasi di prosecuzione dei lavori volti al completamento del modulo sperimentale elettromeccanico per la tutela e la salvaguardia della Laguna di Venezia, noto come sistema MOSE | DPCM 27 novembre 2019  |
| 25          | Pierluigi Caputi          | Sovraintendere alla progettazione, all'affidamento e all'esecuzione degli interventi indifferibili ed urgenti volti a fronteggiare la situazione di grave rischio idrogeologico del sistema idrico del Gran Sasso | DPCM 4 settembre 2023  |
| 26          | Alessandro Beltrami       | Gestione del piano di rientro del debito pregresso del comune di Roma | DPCM 20 aprile 2023    |
| 27          | Gaetano Manfredi          | Bonifica ambientale e rigenerazione urbana dell’area di rilevante interesse nazionale Bagnoli-Coroglio | DPCM 30 novembre 2021  |
| 28          | Giuseppe Vadalà           | Realizzazione degli interventi necessari all’adeguamento alla normativa vigente delle discariche abusive presenti sul territorio nazionale | DPCM 22 novembre 2017  |
| 29          | Marco Bucci               | Ricostruzione ai sensi dell'art. 1 del d.l. 28/09/2018, nº109 | DPCM 30 settembre 2021 |
| 30          | Massimiliano Fedriga      | Area di crisi industriale complessa di Trieste – Ferriera di Servola | DPCM 28 settembre 2023 |
| 31          | Giuseppe Castaldo         | Area del comune di Castel Volturno (CE), per il superamento delle situazioni di particolare degrado di quell’area caratterizzata da una massiva concentrazione di cittadini stranieri | DPCM 17 novembre 2023  |
| 32          | Salvatore Scalia          | Ricostruzione degli immobili e l’assistenza alle popolazioni nei territori dei comuni della Città metropolitana di Catania colpiti dal sisma del 26 dicembre 2018 | DPCM 8 gennaio 2024    |
| 33          | Francesco Paolo Figliuolo | Ricostruzione nei territori colpiti dall’alluvione verificatasi in Emilia Romagna, Toscana e Marche | DPR 21 giugno 2024     |
| 34          | Pasquale Loria            | Svolgimento delle attività connesse al programma di ricostruzione di cui al Titolo VIII della legge n. 219 del 1981 | DPCM 22 febbraio 2024  |
| 35          | Nicola Prisco             | Realizzazione dell’intervento denominato “Strada Statale n. 38, Variante di Tirano, Lotto n. 4- Nodo di Tirano” | DPCM 20 luglio 2023    |
| 36          | Nicola Dell'Acqua         | Adozione di interventi urgenti connessi al fenomeno della scarsità idrica ai sensi dell’articolo 3 del decreto-legge 14 aprile 2023, n. 39 | DPCM 19 dicembre 2023  |
| 37          | Fabio Ciciliano           | Fronteggiare le situazioni di degrado, vulnerabilità sociale e disagio giovanile presenti nel territorio del comune di Caivano | DPCM 18 settembre 2023 |
| 38          | Emilio Errigo             | coordinare, accelerare e promuovere la realizzazione degli interventi di bonifica e riparazione del danno ambientale nel sito contaminato di interesse nazionale di Crotone | DPCM 14 settembre 2023 |
| 39          | Renato Schifani           | coordinamento degli interventi inclusi nel piano di adeguamento e riqualificazione dell'autostrada A19 Palermo-Catania | DPCM 12 ottobre 2023   |
| 40          | Massimo Ferrarese         | Realizzazione degli interventi necessari allo svolgimento dei XX giochi del Mediterraneo di Taranto 2026 | DPCM 25 maggio 2023    |
| 41          | Elena Comparato           | Adozione dei provvedimenti di esecuzione della decisione della Commissione europea del 27 marzo 2023 sull’aiuto di Stato in favore di Alitalia | DPCM 26 settembre 2023 |
| 42          | Bernardino Chiaia         | Realizzazione della linea 2 della metropolitana di Torino | DPCM 21 novembre 2023  |
| 43          | Fabio Fatuzzo             | realizzazione degli interventi di collettamento, fognatura e depurazione delle acque reflue urbane | DPCM 7 agosto 2023     |
| 44          | Fabio Massimo Saldini     | assicurare lo svolgimento della progettazione nonché la realizzazione delle opere infrastrutturali necessarie a garantire la sostenibilità delle Olimpiadi invernali Milano-Cortina 2026 | DPCM 23 febbraio 2022  |
| 45          | Marco Corsini             | espletamento delle attività di progettazione, di affidamento e di esecuzione dei necessari interventi per la realizzazione del Parco della salute, della ricerca e dell'innovazione di Torino | DPCM 5 aprile 2023     |
| 46          | Fulvio Maria Soccodato    | procedere alla urgente realizzazione degli interventi infrastrutturali e manutentivi connessi con la presidenza italiana del G7 nel 2024 e con lo svolgimento in Italia del vertice dei Capi di Stato e di Governo in programma nei giorni dal 13 al 15 giugno 2024                                                    | DPCM 23 gennaio 2024   |
| 47          | Renato Schifani           | completamento della rete impiantistica integrata | DPCM 22 febbraio 2024  |
| 48          | Guido Monteforte Specchi  | progettazione e la realizzazione del nuovo complesso ospedaliero della città di Siracusa nonché la costituzione della relativa struttura di supporto | DPCM 19 febbraio 2024  |
| 49          | Luca Bernardini           | esecuzione della variante di Demonte | DPCM 29 gennaio 2024   |
| 50          | Vito Felice Uricchio      | interventi urgenti di bonifica, ambientalizzazione e riqualificazione dell’area di Taranto | DPCM 28 febbraio 2024  |
| 51          | Vincenzo Michele Coccolo  | liquidatore per le attività residuali dell’Agenzia Torino 2006 | DPCM 21 marzo 2024     |

### Commissari straordinari nominati per la realizzazione degli interventi infrastrutturali prioritari

#### Infrastrutture idriche
1. Dighe di Maccheronis (NU), Monti Nieddu (CA), Medau Aingiu (CA), Cumbidanovu (NU), messe in sicurezza sul fiume Tirso (OR), sul Rio Olai (NU), sul Rio Govossai (NU), sul Rio Mannu di Pattada a Monte Lerno (SS), sul Monte Pranu sul Rio Palmas (OR): Angelica Catalano
2. Diga di Pietrarossa: Ornella Segnalini
3. Messa in sicurezza dell'acquedotto del Peschiera-Capore: Massimo Sessa

#### Infrastrutture portuali
1. Completamento dell'infrastrutturazione del porto di Brindisi: Ugo Patroni Griffi
2. Terminal container di Montesyndial nel porto di Venezia: Fulvio Lino Di Blasio
3. Darsena Europa nel porto di Livorno: Luciano Guerrieri
4. Rilancio del polo della cantieristica navale nel porto di Palermo e realizzazione del sistema interfaccia Porto-Città: Pasqualino Monti
5. Realizzazione della nuova diga foranea nel porto di Genova: Paolo Emilio Signorini

#### Presidi di pubblica sicurezza
1. Realizzazione centro polifunzionale "Bocca di Falco" di Palermo, realizzazione centro polifunzionale "Librino" di Catania, nuovo fabbricato di Crotone, caserma "Manganelli" e riorganizzazione dei presidi di Reggio Calabria: Francesco Sorrentino
2. Riorganizzazione dei presidi ed immobile "Campanella" di Roma: Vittorio Rapisarda
3. Riorganizzazione dei presidi di Bologna, Genova, Milano, Torino; caserma "Cardile" di Alessandria: Fabio Riva

#### RFI
1. Ripristino e ammodernamento Caltagirone-Gela e completamento seconda fase anello ferroviario di Palermo: Christian Colaneri
2. Raddoppio Codogno-Cremona-Mantova:[9] Chiara De Gregorio
3. Chiusura anello ferroviario di Roma, nuova linea Ferrandina-Matera, Alta Velocità Salerno-Reggio Calabria,[10] Alta Velocità Taranto-Potenza-Battipaglia,[11] raddoppio Ponte San Pietro-Bergamo-Montello,[12] potenziamento Gallarate-Rho,[13] nuovo collegamento Bergamo-aeroporto, quadruplicamento Milano Rogoredo-Pavia:[14] Vera Fiorani
4. Alta Velocità Brescia-Verona-Padova,[15] potenziamento linea Venezia-Trieste, raddoppio Genova-Ventimiglia, nuova linea Roma-Pescara, potenziamento Orte-Falconara,[16] nuovo collegamento Venezia-aeroporto, quadruplicamento Tortona-Voghera,[14] raddoppio Empoli-Siena,[17] nodo di Pigneto,[18] raddoppio Lunghezza-Guidonia,[19] quadruplicamento Ciampino-Capannelle,[20] raddoppio Cesano-Bracciano:[21] Vincenzo Macello
5. Ripristino linea Palermo-Milo-Trapani, Alta Velocità Palermo-Catania-Messina,[22] bypass ferroviario di Augusta, collegamento ferroviario nel porto di Augusta: Filippo Palazzo
6. Completamento raddoppio Pontremolese: Mariano Cocchetti
7. Potenziamento linea Fortezza-Verona,[23] variante Val di Riga[23] e PRG di Bressanone: Paola Firmi
8. Completamento raddoppio Pescara-Bari,[24] realizzazione delle opere relative alla tratta ad Alta Velocità Napoli-Bari,[25] potenziamento Lamezia Terme-Catanzaro Lido: Roberto Pagone
9. Adeguamento linea Bussoleno-Avigliana-Orbassano:[26] Calogero Mauceri

#### Strade
1. SS 640: Raffaele Celia
2. SS 675: Ilaria Maria Coppa
3. Cisterna-Valmontone: Antonio Mallamo
4. SS 16, SS 89, SS 647: Vincenzo Marzi
5. SS 212: Nicola Montesano
6. Collegamento della SS 194 e della SS 514: Renato Schifani (Presidente della giunta regionale della Sicilia)
7. SS 20: Nicola Prisco
8. SS 106 e E78: Massimo Simonini

#### Trasporto rapido di massa
1. Linea C della metropolitana di Roma e nuove linee della rete tranviaria di Roma: Maria Lucia Conti
2. Metropolitana di Catania: Virgilio Di Gianbattista

#### ANAS
1. SS 17: Antonio Marasco
2. SS 4: Fulvio Maria Soccodato
3. SS 182: Francesco Caporaso
4. Varianti della SS 1, ponte Corleone di Palermo, SS 27: Matteo Castiglioni
5. SS 284, tangenziale di Gela, variante Trapani-Mazara del Vallo: Raffaele Celia
6. SS 28: Angelo Gemelli
7. SS 275: Vincenzo Marzi
8. SS 268: Nicola Montesano
9. SS 64, SS 42, collegamento Vigevano-Malpensa, SS 12, SS 80, SS 372: Eutimio Mucilli
10. Collegamento SS 16-porto di Ancona: Paolo Testaguzza

#### Edilizia statale
1. Caserma "Boscariello" di Napoli: Giuseppe D'Addato
2. Comando VV.F. di Barletta-Andria-Trani e palazzo Fienga di Torre Annunziata: Paolo Delli Veneri